# Калимуллин, Андрей
Андрей Калиму́ллин (эст. Andrei Kalimullin; 6 октября 1977, Кохтла-Ярве, Эстонская ССР, СССР) — эстонский (негражданин) футболист, защитник. Второй игрок в истории Эстонии, преодолевший отметку в 500 матчей в чемпионате Эстонии. До 21 сентября  2024 года был рекордсменом чемпионата Эстонии по числу сыгранных матчей. Ныне игрок и тренер «ФК Таллинн».

## Биография
Родился 6 октября 1977 в городе Кохтла-Ярве, в Эстонии. В детстве пробовал себя во многих спортивных секциях. Занимался плаванием, шахматами, лёгкой атлетикой. Начал играть в футбол в 8 лет в футбольной секции в своём родном городе, куда его привёл дедушка. Первым тренером был Александр Иванович Тихомиров. В возрасте 18 лет Андрей стал игроком «Ээсти Пылевкиви», где был устроен на работу в шахту слесарем 5+ разряда. В 1997 году перешёл в таллинскую «Лантану», в составе которой впервые принял участие в еврокубках. После расформирования «Лантаны» стал игроком «Левадии», в составе которой 6 раз выиграл чемпионат Эстонии. После 11 лет проведённых в клубе, перешёл в клуб эстонской Эсилиги «Инфонет». В составе которого стал чемпионом страны в 2016 году, а в 2017 году обладателем Кубка и Суперкубка Эстонии.
В 2018 году играл за эстонский клуб первой лиги «Маарду ЛМ», а с лета этого же года за футбольный клуб «Таллинн».

### Тренера
С ноября 2017 года стал главным тренером футбольного клуба «Таллинн»,выступающего в Первой лиге Эстонии.. Имеет тренерскую лицензию UEFA PRO.

### Семья
Сын Максим Калимуллин пошел по стопам отца и стал футболистом.

## Достижения
«Левадия»
- Чемпион Эстонии (6): 2000, 2004, 2006, 2007, 2008, 2009
- Серебряный призёр чемпионата Эстонии (3): 2002, 2005, 2010
- Бронзовый призёр чемпионата Эстонии (2): 2001, 2003
- Обладатель Кубка Эстонии (5): 2000, 2004, 2005, 2007, 2010
- Финалист Кубка Эстонии (1): 2002
- Обладатель Суперкубка Эстонии (3): 2000, 2001, 2010

ФКИ «Таллинн»
- Чемпион Эстонии (1): 2016
- Обладатель Кубка Эстонии (1): 2017
- Обладатель Суперкубка Эстонии (1): 2017
- Победитель первой лиги Эстонии (1): 2012

### Личные
- Рекордсмен по числу сыгранных матчей в высшей лиге чемпионата Эстонии — 517 игр (1.11.2017)[9][10][11]